# Felicitas von Reznicek

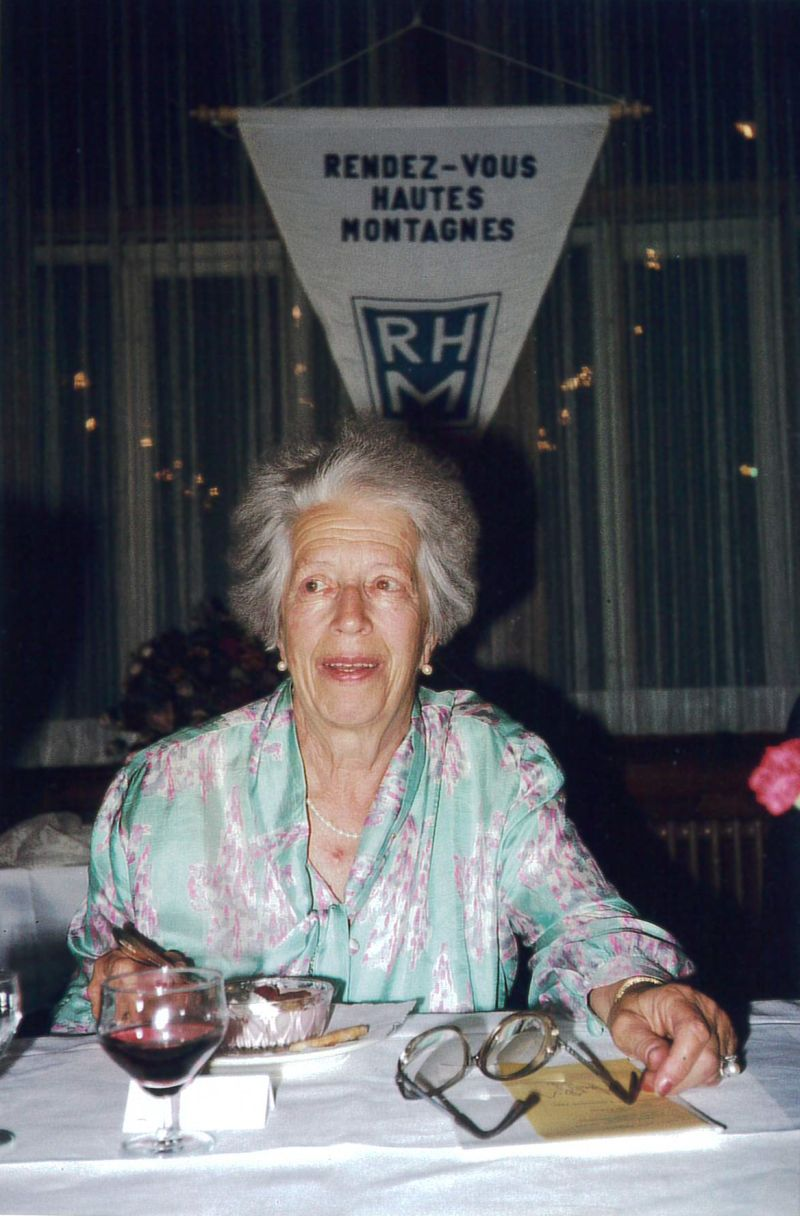
Baronin Felicitas von Reznicek

Felicitas von Reznicek (* 18. Januar 1904 in Charlottenburg; † 27. Februar 1997 in Engelberg, Schweiz) war eine deutsche Schriftstellerin und Alpinistin.

## Familie
Felicitas von Reznicek war die Tochter des österreichisch-deutschen Komponisten Emil Nikolaus von Reznicek (Wien 1860 – Berlin 1945) und der Berta Juillerat-Chasseur (* 1874 im Kanton Waadt; † 1939 in Berlin). Felicitas’ Großmutter mütterlicherseits, Amelie Haas (Stuttgart 1851 – Zürich 1928), entstammte der in Süddeutschland tätigen jüdischen Bankiers-Familie Haas, die 1857 zum Christentum übergetreten war. Amelies Bruder Hermann Haas war u. a. Gründer des Mannheimer Morgen. Dieser wurde später von Bertas Vater Arthur Juillerat-Chasseur (Rolle/Schweiz 1842 – Zürich 1917) übernommen. Amelies zweiter Bruder, Hippolyt Haas (1855–1913), wurde ein bedeutender Geologe. Dessen Enkelin Libertas Haas-Heye (1913–1942) heiratete 1936 Harro Schulze-Boysen (1909–1942), treibende Kraft der Roten Kapelle. Beide wurden 1942 in Plötzensee hingerichtet. Ebenfalls eine Cousine zweiten Grades (väterlicherseits) war die Burgschauspielerin Ebba Johannsen (1899–1976). Felicitas von Reznicek war auch die Schwägerin von Paula Struck-von Reznicek (geb. Heymann) (1895–1976), die in erster Ehe (1925–1931) mit Emil Nikolaus von Rezniceks Stief- und Adoptivsohn, dem Sportreporter Burghard von Reznicek (1896–1971) verheiratet war.

## Leben

### Kaiserreich und Weimarer Republik
Baronin Felicitas von Reznicek wuchs als Tochter des Komponisten und Kapellmeisters Emil Nikolaus von Reznicek im Künstlermilieu in Charlottenburg auf. Ihren Vornamen erhielt sie durch ihren Taufpaten, den Dirigenten Felix Mottl. Im Alter von zwölf begann sie mit ihrem Vater mit dem Bergsteigen im Allgäu, später folgten Touren im Engadin, Berner Oberland und in den Walliser Alpen, u. a. Zinalrothorn und Castor-Pollux. Nach der Schule versuchte sie zunächst, die Karriere einer Opernsängerin einzuschlagen. Als sie erkannte, dass dazu ihre stimmlichen Fähigkeiten nicht ausreichen würden, wurde sie Journalistin, die ihr Handwerk beim Ullstein-Verlag lernte. Sie arbeitete zunächst bei verschiedenen Berliner Zeitungen, bald auch als Autorin von Sachbüchern und Belletristik. Seit 1928 übernahm sie zunehmend auch die Funktion einer Sekretärin und Managerin für ihren Vater. Felicitas war eine hyperaktive Person mit einem überdurchschnittlich großen Bekanntenkreis. Politisch schwankte sie in den 1920er Jahren zwischen Zentrumspartei und Deutscher Demokratischer Partei. Als Journalistin hatte sie von Anfang an klare Vorstellungen über Absichten und Ziele der NSDAP.

### „Drittes Reich“
Als Tochter einer „Halbjüdin“ versuchte sie gleich im März 1933 in die Schweiz zu emigrieren, erhielt dort aber trotz der Schweizer Mutter keine Arbeitserlaubnis. So kehrte sie nach Berlin zurück und schloss sich bis Ende 1933 dem beginnenden Widerstand um Rudolf Pechel, dem Herausgeber der Deutschen Rundschau, an. Durch die Stellung ihres Vaters im Berliner Kulturleben einerseits, durch ihre eigene Vernetzung mit der Auslandspresse andererseits wurde sie zu einer idealen Person für die Weitergabe wichtiger Informationen, zumal sie als Managerin ihres Vaters zahlreiche Gelegenheiten zu Auslandsreisen hatte. Dies gilt insbesondere für die Zeit von 1934 bis 1940, als dieser deutscher Delegierter im „Ständigen Rat für die internationale Zusammenarbeit der Komponisten“ war. Im Zusammenhang mit dem Hamburger Musikfest des Rates 1935 machte sie die Bekanntschaft Fritz Wiedemanns, des damaligen Adjutanten Adolf Hitlers, der die große Liebe ihres Lebens werden sollte. Fortan hatte sie Zugang zu den innersten Zirkeln der Macht in der Reichskanzlei (und Hitler wusste, wo er gegebenenfalls seinen Adjutanten anrufen konnte). Über Wiedemann konnte sie in Einzelfällen einiges bewirken, beispielsweise die rasche Ausreise der Tochter Bruno Walters, die 1938 nach dem Anschluss in Wien festsaß. Von historischer Relevanz ist, dass Wiedemann ihr 1937 vor der Wiederbesetzung des Rheinlandes durch die deutsche Wehrmacht von einem Geheimbefehl berichtete, demzufolge die Aktion sofort abzubrechen sei, wenn man in Paris oder London Truppen in Alarmbereitschaft versetzen würde. Felicitas informierte Pechel und dieser jeweils den britischen und französischen Botschafter in Berlin, welche diese Nachricht auch in ihre Hauptstädte weitergaben. Im Rückblick ist klar, dass dies wohl die letzte Möglichkeit gewesen wäre, Hitler zu stoppen.
Im Jahre 1938 fiel Wiedemann bei Hitler in Ungnade und wurde als Konsul nach San Francisco versetzt. Zudem verstarb Anfang 1939 Felicitas Mutter, die als „Halbjüdin“ das meistgefährdete Familienmitglied war. Felicitas unternahm darum kurz entschlossen eine Reise in die USA um Wiedemann zu besuchen, nicht ohne vorher in Paris wichtige Nachrichten zu überbringen. Während dieser ersten Reise ventilierte sie die Berufschancen in den USA. Kaum nach Berlin zurückgekehrt, erhielt sie ein Angebot, für eine amerikanische Agentur zu schreiben. Sie nahm das Angebot an und durfte trotz des Kriegsausbruches reisen. Diesmal musste sie allerdings den Weg über Genua wählen, wo sie den Überseedampfer REX bestieg (auf dem auch Bruno Walter reiste). Der Weg führte sie über die Schweiz, wo sie in Zürich Station machte. Pechel hatte sie eine umfangreiche Botschaft Carl Friedrich Goerdelers auswendig lernen lassen, nachdem dieser seine Geheimtreffen mit Arthur Young nicht mehr fortsetzen konnte. Ihr Kontaktmann war Heinz Ritter, in der Fachliteratur wohlbekannt als „the Knight“, der die Botschaft nach London übermittelte. In ihren Memoiren erläutert Felicitas v. R., dass sie diesen Akt des Hochverrats im vollen Bewusstsein und guten Gewissens vollzogen habe. Seit diesem Zeitpunkt betrachtete sie auch der englische Geheimdienst MI6 als Agentin, über die eine schützende Hand gehalten wurde. So erreichte Ritter, dass der Dampfer vor Gibraltar nur höchst oberflächlich kontrolliert wurde. Felicitas hatte sich diesmal vorgenommen, nach Möglichkeit dauerhaft in den USA zu bleiben, und darum ihren Familienschmuck, aber auch Preziosen befreundeter jüdischer Familien mitgenommen. Nachdem sie diesen verteilt hatte, reiste sie von New York nach San Francisco zu Wiedemann. Danach kam es zu konspirativen Treffen mit einem Abgesandten des Expräsidenten Herbert Hoover und dem obersten Repräsentanten des englischen Geheimdienstes in den USA, William Wiseman. Wiedemann wäre damals bereit gewesen, überzulaufen, doch das passte nicht in das Konzept der US-Diplomatie. Wohl auf Grund dieser Vorgänge wurde er bei den Nürnberger Prozessen niemals angeklagt. Felicitas Darstellung wurde in jüngster Zeit durch die öffentlich zugänglich gewordenen Papiere Wiedemanns ebenso bestätigt wie durch Abhörprotokolle des amerikanischen Geheimdienstes.
Zu Felicitas Leidwesen, erhielt sie nach einiger Zeit aus Berlin die Order zurückzukehren und wagte mit Rücksicht auf ihren Vater nicht, in den USA offen um Asyl zu bitten. Stattdessen nutzte sie die Gelegenheit, über Japan, China und mit der Transsibirischen Eisenbahn nach Berlin zurückzureisen. Ihre Eindrücke hat sie in dem Buch Weltfahrt im Kriege verarbeitet, das zum Bestseller wurde. Darin schildert sie genüsslich, wie sie in Kalifornien in einen Heuschreckensturm geriet und wie deren zerquetschte braunen Leiber die Reifen fast unbrauchbar machten. Diese Stelle erregte den Argwohn des Propagandaministeriums, das eine Änderung verlangte. Felicitas wehrte sich mit der Bemerkung: „Sie haben ja eine subversive Phantasie“ (wiewohl die Stelle genau so gemeint war). Adam von Trott zu Solz rettete die Situation, indem er mit der Begründung, dass das Außenpolitik betreffe, die Entscheidung ins Außenministerium holte und den Text genehmigte. Das Propagandaministerium revanchierte sich, indem es dafür sorgte, dass für weitere Auflagen kein Papier geliefert werden konnte. Zudem ermöglichte Trott, dass Felicitas 1942 eine Vorlesereise an die finnisch-russische Front unternehmen konnte, die sie auf dem Rückweg über Stockholm führte, wo der MI6 eine Verbindungsstelle unterhielt. Gleiches gilt für eine Reise in die Schweiz 1943. Indessen war Felicitas nicht nur als Kurierin tätig: Ihr Meisterstück bestand wohl darin, dass sie von einer Schulfreundin im Rüstungsministerium erfahren hatte, dass die tatsächlichen Produktionsziffern für Flugzeuge nicht mit denen an die Reichskanzlei gemeldeten Zahlen übereinstimmten. Dies wurde ihr vom Mann ihrer Cousine Libertas bestätigt und wohl auch von Ernst Udet, den sie am Abend vor seinem Selbstmord auf einer Party traf und der sie noch nach Hause fuhr. Das war für die Engländer naturgemäß eine Information von strategischer Bedeutung, die verständlich macht, warum Winston Churchill ihr 1951 die englische Staatsbürgerschaft verlieh. Eine dritte Person, die Erwähnung verdient, ist der oberste Polizeibeamte im NS-Staat, Arthur Nebe. Nebe wird heute in der Forschung sehr zwiespältig beurteilt. Unzweifelhaft war er an Kriegsverbrechen beteiligt und unzweifelhaft verriet er nach seiner Verhaftung viele Mitwisser des Attentates vom 20. Juli 1944. Felicitas verriet er indes nicht, wiewohl er selbst sie am 19. Juli aufgesucht und informiert hatte, dass in den nächsten Tagen „etwas mit dem Führer geschehen würde“. Felicitas hatte so Zeit, alle möglicherweise belastenden Dokumente zu vernichten. Schon vordem hatte er sich für sie eingesetzt, indem er sie vom Arbeitseinsatz befreite, damit sie Kriminalromane schreiben konnte, die die Arbeit der Polizei ins rechte Licht rückten. Als für einige Zeit die Akten der Gestapo in seinem Amt eingelagert waren, nutzte er die Gelegenheit, die Akte über Felicitas verschwinden zulassen. Nur so ist zu erklären, dass es Felicitas gelang, bei einem Verhör durch die Gestapo nach dem 20. Juli 1944 keinen Verdacht zu erregen. Tatsächlich gehörte sie zu den ganz wenigen Mitwissern, die mit dem Leben davon kamen.

### Nachkriegszeit
Auch nach dem Zweiten Weltkrieg war sie geheimdienstlich für die Briten tätig, nun gegen die DDR. De facto war sie Agentenführerin von Eberhard Plewe, der sowohl für die Briten wie die Amerikaner tätig war und die Verbindung zum ersten Außenminister der DDR, Georg Dertinger, knüpfte. Als diese Verbindung Ende 1953 aufflog und die beiden verhaftet wurden, musste Felicitas Berlin verlassen, da sie ansonsten Gefahr gelaufen wäre, nach Ostberlin entführt zu werden. Sie fand Zuflucht in der Schweiz, wo ihr die Familie Bodmer eine Unterkunft in Engelberg zur Verfügung stellte. In den ersten Jahren hatte sie dennoch große Schwierigkeiten, in der Schweiz ihren Lebensunterhalt zu verdienen. Ihre Situation besserte sich, als sie Anfang der 1960er Jahre die seit 1941 requirierten US-Tantiemen der Werke ihres Vaters bzw. ihren 1940 dort zurückgelassenen Familienschmuck zurückerhielt. (Der damalige Vizepräsident Lyndon B. Johnson hatte sich dafür eingesetzt; formal wurde die Maßnahme mit der jüdischen Großmutter begründet). Zudem erhielt sie nach Erreichen der Altersgrenze eine Pension des britischen Geheimdienstes. So konnte sie später sogar noch einmal eine Weltreise unternehmen.

### Alpinismus
In ihren späten Jahren engagierte sich Reznicek besonders für den Frauenalpinismus. Auf Grund umfangreicher Recherchen zur Geschichte des Frauenalpinismus entstand ihr Buch Von der Krinoline zum sechsten Grad. 1968 gründete sie mit Alpinistinnen aus zwölf Ländern auf dem Gipfel des Titlis bei ihrem Wohnort Engelberg die noch heute bestehende internationale Vereinigung von Alpinistinnen Rendez-vous Hautes Montagnes RHM, die übrigens nach den gleichen Prinzipien organisiert ist, wie der von „Ständige Rat für die internationale Zusammenarbeit der Komponisten“, dessen deutscher Delegierter ihr Vater war. Ihr Anliegen war es zu Zeiten des Kalten Krieges auch, dass Alpinistinnen aus Oststaaten in die Alpen reisen konnten. Hilfreich waren dabei ihre guten Beziehungen zu Politikern. Dabei ging es ihr nicht nur um die Pflege eines Hobbys: mit der Vorstellung einer Seilschaft in einer Felswand verbindet sich die Vorstellung einer Schicksalsgemeinschaft, die auf Gedeih und Verderben auf die Solidarität und Kameradschaft der Teilnehmer angewiesen ist. Insofern diese Attribute vormals nur Männern zugestanden wurden, vollendete sich für Felicitas im hochalpinen Frauenklettern geradezu die weibliche Emanzipation.
Sie starb 1997 im Alter von 93 Jahren an ihrem langjährigen Wohnort Engelberg. Sie wurde auf eigenen Wunsch in Deutschland (Wedemark) beigesetzt.

## Nachwirkung
In der Nachkriegszeit hatten die Mitglieder des Deutschen Widerstandes gegen Hitler eine schwere Zeit. In Deutschland wurden sie vielfach als Volksverräter denunziert. Auch auf Seiten der Alliierten Sieger zögerte man lange, überhaupt zuzugeben, dass es solchen Widerstand gegeben habe. Das ist nachvollziehbar, passte es doch nicht zu dem Bild eines Volkes, das der kollektiven Umerziehung bedurfte. Darum schwieg Felicitas von Reznicek über ihre Rolle im Widerstand über Jahrzehnte. Erst an ihrem 90. Geburtstag sprach sie in einem kurzen Interview für das Luzerner Tagblatt davon und auch dann nur über die Zeit bis 1945 (vermutlich gehörte dies auch zu ihrer Verpflichtung gegenüber dem britischen Geheimdienst). Schon vordem hatte sie einige Informationen in ihre 1978–1980 entstandene aber bislang unveröffentlichte Autobiographie einfließen lassen. Es bleibt zu hoffen, dass eines fernen Tages der MI6 sich entschließen könnte, weitere Akten öffentlich zu machen.
Felicitas von Reznicek war von der Schweiz aus eine genau Beobachterin der Verhältnisse in Westdeutschland. Der Umstand, dass so viele ihre Karriere bruchlos aus dem „Dritten Reich“ in die Adenauerzeit retten konnten, hat sie verbittert. Ihr Briefwechsel mit ihrem Freund von Jugendtagen an, Axel Eggebrecht, zeigt, wie kritisch sie die Entwicklung noch in den 1980er Jahren betrachtete. Durch den Vietnamkrieg ging sie auch auf Distanz zu den USA. Dagegen öffnete sie sich frühzeitig dem ökologischen Denken. Die friedliche Wiedervereinigung 1989 scheint ihr dann aber doch wieder einen Zugang zu Deutschland eröffnet zu haben.
Eine ehrende Erinnerung in der Gedenkstätte Deutscher Widerstand sucht man bis heute ebenso vergeblich wie eine Erinnerungstafel an ihrer ehemaligen Wohnung in der Wilmersdorfer Straße in Berlin-Charlottenburg.
Felicitas von Rezniceks Leben und Wirken im 3. Reich ist Gegenstand von Claudius Crönerts Roman Die Aufrechte. Roman aus dem Widerstand, Gmeiner Verlag, Meßkirch 2022.

## Allgemeines
Sie bemühte sich um die Pflege des Erbes ihres Vaters, vor allem mit Hilfe des amerikanischen Dirigenten Gordon Wright. Die ihr verbliebenen persönlichen Erinnerungsstücke an ihren Vater übergab sie nach und nach der Österreichischen Nationalbibliothek. Eine von ihr ins Leben gerufene Reznicek-Society hat ihren Sitz aus den USA nach Deutschland (Wedemark) verlegt und veröffentlicht in der Editio Reznicek  die  zahlreichen ungedruckt hinterlassene Werke ihres Vaters.

## Werke (Auswahl)
- Ich war dabei. Erinnerungen 1894–1954. Typoskript 1978–1980 (im Druck).
- Neues zum Hitlerbild – aus erster Hand. Aufbau, New York 30. September 1977, S. 5.
- Der schiefe Himmel: Heiteres und Ernstes aus Bergdörfern und Hochtälern. Engelberg, Höchli 1974.
- Von der Krinoline zum sechsten Grad. Verlag das Bergland-Buch, Salzburg/Stuttgart 1967.
- Festspiel zur 150 Jahrfeier der Zugehörigkeit von Engelberg bei Obwalden. [Engelberg], [s.n.] [1965].
- Das Buch von Engelberg: Vergangenheit und Gegenwart eines Kurortes. Haupt Verlag, Bern 1964.
- Gaston Rébuffat: Zwischen Himmel und Almen. Übersetzt von Felicitas von Reznicek und Kaspar von Almen. Müller, Rüschlikon-Zürich 1963.
- Josef Szigeti, Zwischen den Saiten: 6 Jahrzehnte als Geiger in einer sich wandelnden Welt. Übersetzt von F. v. Reznicek. A. Müller, Rüschlikon-Zürich 1962.
- Gegen den Strom: Leben und Werk von E. N. von Reznicek. Amalthea Verlag, Zürich 1960.
- Helen Kieran Reilly: Sturz aus dem Fenster. Kriminalroman. Übersetzt von Felicitas von Reznicek. A. Müller, Rüschlikon-Zürich Stuttgart Wien 1960.
- Edison Marshall: Der Jagd verfallen. Übersetzt von Felicitas von Reznicek. A. Müller, Rüschlikon-Zürich Stuttgart 1959.
- So ist die Liebe. Sachon, Mindhelheim [1959].
- Berliner Zwischenspiel. Roman. Verlag Lippa-Fey, Berlin 1950.
- Autobiographische Skizze. Typoskript. 1943 (Im Druck).
- Michael gewidmet. Spiegel Verlag, Berlin-Friedenau 1943.
- Shiva und die nacht der 12. H. Hillger k.-g., Berlin [©1943].
- Die Frau am Rande. Spiegel Verlag Paul Lippa, Berlin 1943.
- Eva und ihr Sohn. Spiegel Verlag Paul Lippa, Berlin 1942.
- Der Taubenschlag. Spiegel Verlag Paul Lippa, Berlin 1942.
- Weltfahrt im Kriege. Stalling, Oldenburg 1942.
- Warum auf die Berge? In: Volk und Welt. Deutschlands Monatsbuch. Band 7. Juli 1939. S. 21–22. Verlag Th. Oppermann, Hannover-Kirchrode 1939.
- Ein Zug fährt ab Roman. Berlin Deutscher Verlag 1938. 1942 als Ein Zug fährt ab (Regie: Johannes Meyer) von der Bavaria Filmkunst verfilmt.
- Felicitas von Reznicek, Kurt Seyfert: Bridge, Skat und leichte Kartenspiele. Ullstein, Berlin 1933.
- Spuk auf dem Ozean. Union, Stuttgart Berlin Leipzig 1933.
- Paula auf der Spur. Union, Stuttgart Berlin Leipzig 1932.
- Lachende Liebe. Unterhaltsame Kleinigkeiten. Spiegel Verlag Paul Lippa, Berlin 1931.
- Felicitas von Reznicek-Ghika, Bertha von Reznicek, Hugh Tuite: Der Pottleton Bridge Club: Seine Mitglieder, ihr Spiel und ihre Leichenreden mit einigen Kommentaren. O. Elsner, Berlin 1929.